# 993년

## 연호
- 북송(北宋) 순화(淳化) 4년
- 요(遼) 통화(統和) 11년
- 일본(日本) 쇼랴쿠(正暦) 4년
- 전 레 왕조(前黎朝) 흥통(興統) 5년

## 기년
- 북송(北宋) 태종(太宗) 18년
- 요(遼) 성종(聖宗) 12년
- 고려(高麗) 성종(成宗) 12년
- 전 레 왕조(前黎朝) 대행제(大行帝) 14년

## 사건
- 거란의 1차 침입, 서희 친교 관계 맺음
- 서희, 소손녕과 담판을 벌여 강동 6주의 영토권을 확립함.

## 사망
- 고려의 왕비 헌정왕후(獻貞王后)